# Crossopriza kittan
Crossopriza kittan (лат.) — вид пауков-сенокосцев рода Crossopriza (Smeringopinae, Pholcidae). Распространён в Омане. Назван по месту обнаружения (Al Kittan Cave, провинция Ad Dhahira).

## Описание
Мелкие пауки-сенокосцы, длина тела 3,6 мм, ширина карапакса 1,4 мм, длина ног до 4,5 см. В целом бледнее наземных сородичей (слегка трогломорфен). Карапакс охристо-желтый, переднеспинка светло-коричневая; стернум со звездообразной тёмной срединной меткой и слегка более тёмными краями; ноги охристо-жёлтые, без тёмных колец, с чёрными линиями на бёдрах и (немногие) на голенях; брюшко бледно-серое, с несколькими нечеткими тёмными метками над паутинными бородавками; вентрально в основном одноцветное, несколько более тёмных пятен у педицеля и у паутинных бородавок.
Биология не исследована. Этот вид был многочисленным в пещере Аль-Киттан, где он жил в открытых и относительно крупных паутинах (диаметр 30—50 см) вблизи пола, в то время как потолок был занят видом Artema bahla Huber, 2019; почти никакой другой макроскопической жизни не наблюдалось в сухой пещере. Ни один из двух фолцид не был найден в более глубоких частях пещеры, за пределами примерно 10—15 м. Этот вид также был найден рядом с пещерой под большим выступом (или скальным укрытием), что позволяет предположить, что он, вероятно, более широко распространен в этом районе и не привязан к пещерам.

## Систематика
Вид был впервые описан в 2022 году в ходе исследования разнообразия пауков Центральной Азии, проведённого немецким арахнологом Бернхардом Хубером (Bernhard Huber, Alexander Koenig Research Museum of Zoology, Бонн, Германия). Легко отличить от сходных сородичей (Crossopriza moqal, Crossopriza ghul) по более длинному эпигинуму; также по деталям прокурсуса (отличительный ретролатеральный апофиз), бульбальному склериту (два пролатеральных апофиза соединены склеротизированным гребнем), немного более сильным хелицеральным апофизам самца, а также по удлинённым поровым пластинкам, сходящимся и сужающимся кпереди.